# Jacques François Stuart
Pour les articles homonymes, voir Chevalier de Saint-George, Jacques Stuart, Stuart et Jacques III.
Titres
Prétendant aux trônes d'Angleterre, d’Écosse et d'Irlande
16 septembre 1701 – 1er janvier 1766
(64 ans, 3 mois et 16 jours)
Prince de Galles
4 juillet – 11 décembre 1688
(5 mois et 7 jours)
Signature
Jacques François Édouard Stuart, dit le « chevalier de Saint-George » (10 juin 1688, palais St. James de Londres – 1er janvier 1766, palais Balestra, Rome), est prince de Galles en 1688, de sa naissance à la déposition de son père par le parlement. Il est le fils du roi Jacques II d'Angleterre et d'Irlande et VII d'Écosse (1633-1701) et de sa seconde épouse, la princesse Marie de Modène (1658-1718). Après 1701, il est surnommé par les whigs « The Old Pretender » (le vieux prétendant).

## Biographie

### Controverse à la naissance
À la naissance du prince, des rumeurs ont immédiatement commencé à se répandre selon lesquelles il était un bébé imposteur, introduit clandestinement dans la chambre de naissance royale dans une bassinoire et que l'enfant réel de Jacques II était mort-né. Pour contrer ce mythe, Jacques a publié les témoignages de plus de soixante-dix témoins de la naissance.

### Prétentions au trône d'Angleterre et d'Écosse
À la mort de Jacques II d'Angleterre, qui avait perdu son trône à la suite de la Glorieuse Révolution de 1688 et s'était réfugié en France, Jacques reprend les revendications de son père, alors que sa demi-sœur Marie, fille aînée de Jacques II, est devenue reine sous le titre de Marie II d'Angleterre avec son époux Guillaume d'Orange. Ses partisans le proclamèrent roi sous le nom de « Jacques III d'Angleterre et d'Irlande et VIII d'Écosse » le 16 septembre 1701 au château de Saint-Germain-en-Laye où lui et sa sœur Louise Marie Thérèse Stuart s'étaient réfugiés avec une cour composée principalement d'Anglais et d'Écossais catholiques et légitimistes, mais Jacques ne parvint jamais à reprendre aucun de ses trônes et régner. À l'échelle européenne, la plupart des pays avaient reconnu Guillaume III et Marie II d'Angleterre comme seuls souverains légitimes ; l'Espagne, Modène, le Saint-Siège et la France soutinrent les prétentions de Jacques François Stuart mais seulement jusqu'au traité de Ryswick en 1697.
Soutenu par le roi de France Louis XIV, il participe à la campagne de Flandres en 1708-1709, notamment à la bataille de Malplaquet, aux côtés des petits-fils du roi de France. La France tente d'organiser son débarquement en Écosse pour soulever le pays en sa faveur, mais une tentative en 1708 ne lui permet même pas de débarquer. Le traité d'Utrecht en 1713 engage Louis XIV à reconnaître la loi de succession anglaise et à ne plus soutenir de solution alternative, notamment les revendications jacobites. Il refuse la présence de Jacques François Stuart en France.
Celui-ci trouve alors refuge, en février 1713, à Bar-le-Duc, capitale du Barrois, auprès du duc de Lorraine Léopold Ier et de ses parents, au château de Lunéville et à Commercy. En 1715, souhaitant profiter du mécontentement que suscite, après la mort de la reine Anne, dernière reine Stuart et autre demi-sœur de Jacques François, l'avènement de George Ier de Hanovre sur les trônes britannique et irlandais, les jacobites tentent un nouveau soulèvement avec le soutien de Henry Bolingbroke. Cette tentative, connue sous le nom de The Fifteen dans l'histoire britannique, est financée par l'Espagne et bénéficie du soutien français à défaut d'une aide officielle, mais lorsque Jacques François Stuart débarque en Écosse au nord d'Aberdeen le 22 décembre 1715, il découvre que l'armée levée par le comte de Mar, John Erskine, s'est en grande partie dispersée à la suite de la bataille de Sheriffmuir le 10 novembre. Malade, peu sûr de lui, Jacques François Stuart fuit à nouveau devant l'arrivée d'une armée britannique commandée par le duc d'Argyll alors qu'il préparait son couronnement comme roi d'Écosse. Il rembarque pour la France le 4 février 1716.
Après cet échec, le « Vieux Prétendant » — ainsi qu'il est souvent désigné par l'historiographie whig, pour le distinguer du « Jeune Prétendant », son fils Charles Édouard Stuart — ne peut retrouver son refuge lorrain car une pression diplomatique s'exerce sur le duc Léopold. Jacques-Édouard se rend alors en Avignon où il est reçu avec tous les honneurs par le vice-légat pontifical. De nombreux jacobites le rejoignent, formant une communauté de l'ordre de 400 personnes, de différentes confessions. Beaucoup sont des rescapés de l'expédition en Écosse du « Fifteen ». Le duc d'Ormonde, ancien conseiller « tory » de la reine Anne, joue un rôle central parmi ces émigrés fidèles aux Stuart. Sous la Régence, Jacques-Édouard est contraint de quitter Avignon et se rend en Italie via les Alpes. Gérard Valin a  documenté le séjour des Jacobites en Avignon ("Les Jacobites, la papauté et la Provence-chapîtres 4,5 et 6, L'Harmattan, 2019). Avant de s'installer définitivement à Rome, il séjourne quelque temps à Urbino. Jacques François Stuart trouve refuge à Rome en 1717, où le pape le loge au palais Muti et lui offre une garde personnelle et une pension jusqu'à sa mort.
En 1719, une nouvelle tentative pour le restaurer, soutenue par l'Espagne, échoue : la flotte qui devait l'emmener est dispersée et détruite par une tempête au large du cap Finisterre tandis qu'en Écosse, une armée jacobite est écrasée durant la bataille de Glen Shiel, le 10 juin 1719. Cet épisode, baptisé The Nineteen est la dernière tentative de Jacques François Stuart de devenir roi. Son fils ainé Charles Édouard Stuart sera à la tête de la toute dernière tentative en 1745-1746, en tant que représentant de son père, sans plus de succès, du fait d'un soutien insuffisant des puissances continentales.
Tant Jacques que son fils Charles Édouard ont été membres de la franc-maçonnerie. Cette thèse est cependant contestée, en particulier pour Charles Édouard.

## Mariage et descendance
N'ayant pu épouser en 1717 la princesse Bénédicte de Modène dont il était amoureux, Jacques François Stuart convole au palais épiscopal de Montefiascone à Rome le 3 septembre 1719 avec la princesse Marie-Clémentine Sobieska (1702-1735), petite-fille du roi Jean III de Pologne. Ils ont deux fils :
- Charles Édouard Louis Jean (1720-1788), dit Bonnie Prince Charlie, prétendant au trône sous le nom de Charles III ;
- Henri Benoît Marie Clément (1725-1807), cardinal-duc d'York, prétendant au trône sous le nom d'Henri IX.

## Titres
- Duc de Cornouailles (1688)
- Prince de Galles (1688-1689)
- Jacques François Stuart (1689-1766)